# Соломенцев Михайло Сергійович
Михайло Сергійович Соломенцев (25 жовтня (7 листопада) 1913 року, село Єриловка Єлецького повіту Орловської губернії, тепер Єлецького району Липецької області, Російська Федерація — 15 лютого 2008 року, місто Москва) — радянський державний і партійний діяч, секретар ЦК КПРС, голова Ради міністрів Російської РФСР. Депутат Верховної Ради Російської РФСР 7—11-го скликань. Депутат Верховної Ради СРСР 5—11-го скликань. Член ЦК КПРС у 1961—1989. Член Політбюро ЦК КПРС (27 грудня 1983 року — 30 вересня 1988 року), кандидат у члени Політбюро ЦК КПРС (23 листопада 1971 року — 27 грудня 1983 року). Двічі Герой Соціалістичної Праці (5.11.1973 і 5.11.1983 рр.).

## Біографія
Народився в селянській родині. У дитинстві кілька років жив з батьками в місті Дмитріївськ (Донецька губернія), де пішов до школи. Потім навчався у школі в місті Єлець. Трудову діяльність розпочав у 1930 році колгоспником.
У 1933 році за комсомольським набором зарахований в Ленінградське військово-морське училище імені Фрунзе, на штурманське відділення підводного плавання. Провчившись два роки, у кінці другого курсу захворів, після чого був відрахований за станом здоров'я.
У 1935 році перейшов у Ленінградський індустріальний (політехнічний) інститут на механічний факультет, який закінчив з відзнакою в 1940 році, інженер-механік. Після третього курсу одружився з однокурсницею. За розподілом потрапив з дружиною в систему оборонної промисловості, у місто Липецьк, де будувався завод № 61 (потім — тракторний).
Член ВКП(б) з 1940 року.
У 1940—1941 роках — змінний майстер у цеху випуску снарядів, заступник начальника  та начальник цеху Липецького заводу № 61. З початком німецько-радянської війни евакуювався з заводом на Урал.
У 1941—1944 роках — начальник цеху заводу № 613 у місті Каслі Челябінської області. У 1944—1946 роках — партійний організатор ЦК ВКП(б) заводу № 613. У 1946—1948 роках — головний інженер заводу № 613 у місті Каслі Челябінської області.
У 1948—1949 роках — головний інженер заводу № 259 у місті Златоуст Челябінської області.
У 1949—1954 роках — директор верстатобудівного заводу імені Серго Орджонікідзе у місті Челябінську Челябінської області.
У 1954—1955 роках — секретар Челябінського обласного комітету КПРС.
У 1955—1957 роках — 2-й секретар Челябінського обласного комітету КПРС.
29 травня 1957 — жовтень 1957 року — голова Ради народного господарства Челябінського економічного адміністративного району.
22 жовтня 1959 — грудень 1962 року — 1-й секретар Карагандинського обласного комітету КП Казахстану.
26 грудня 1962 — 7 грудня 1964 року — 2-й секретар ЦК КП Казахстану.
У листопаді — 25 грудня 1964 року — 1-й секретар Ростовського сільського обласного комітету КПРС. 25 грудня 1964 — 16 листопада 1966 року — 1-й секретар Ростовського обласного комітету КПРС.
У листопаді 1966 — липні 1971 року — завідувач відділу важкої промисловості ЦК КПРС.
Одночасно, 13 грудня 1966 — 23 листопада 1971 року — секретар ЦК КПРС.
28 липня 1971 — 24 червня 1983 року — голова Ради Міністрів РРФСР.
У 1983 — 30 вересня 1988 року — голова Комітету партійного контролю при ЦК КПРС.
З жовтня 1988 року — персональний пенсіонер союзного значення.
Помер 15 лютого 2008 року, похований у Москві на Новодівочому цвинтарі.

## Нагороди
- двічі Герой Соціалістичної Праці (5.11.1973, 5.11.1983)
- п'ять орденів Леніна (19.07.1958, 5.08.1966, 2.12.1971, 5.11.1973, 5.11.1983)
- два ордени Трудового Червоного Прапора (11.01.1957, 5.11.1963)
- орден Вітчизняної війни 1-го ст. (23.04.1985)
- орден Червоної Зірки (16.09.1945)
- медаль «За трудову доблесть» (25.12.1959)
- медалі
- Почесний громадянин Старої Загори (1982)[1]